# Heterostegane minutissima
Heterostegane minutissima là một loài bướm đêm trong họ Geometridae.